# Cầu diệp cánh nhọn
Cầu diệp cánh nhọn (danh pháp hai phần: Bulbophyllum averyanovii) là một loài phong lan thuộc chi Bulbophyllum. Đây là loài đặc hữu của Việt Nam.